# 観音寺 (長崎市脇岬町)
観音寺（かんのんじ）は、長崎県長崎市脇岬町にある曹洞宗の仏教寺院。山号は円通山。円通山観音禅寺と号する。

## 歴史
寺伝によれば、和銅2年（709年）、僧行基により開かれたという。現在の観音堂は江戸時代に再建されたもので、堂内には平安時代末期の作とされる像高約2.5mの千手観音立像が安置されており、「みさきの観音」と称され江戸時代を通じ長崎市内からの参詣者が多かった。また、脇岬が長崎半島南端部にあり長崎へ出入りする唐船の風待ち港として用いられたことから、寺内寄進物の施主には長崎の町人・遊女のみならず中国貿易商人らも名を連ねている。

## 文化財等
- 木造千手観音立像（国の重要文化財）
- 観音堂内陣天井絵（県指定有形文化財） - 石崎融思・川原慶賀らの筆。
- 梵鐘（市指定有形文化財）

## 所在地とアクセス
〒851-0506 長崎市脇岬町2330番地
- 長崎自動車（長崎バス）で「観音寺入口」バス停留所下車、徒歩3分。
- 長崎市内より国道499号経由で車で約1時間。

## 周辺
- 樺島
- 脇岬海水浴場
- 旧長崎市立脇岬小学校（2010年（平成22年）3月閉校）